# هرمان هيدغدورن
هرمان هيدغدورن (بالإنجليزية: Herman Hagedorn)‏ هو كاتب سيناريو ومؤلف وكاتب وشاعر أمريكي، ولد في 18 يوليو 1882 في جزيرة ستاتن في الولايات المتحدة، وتوفي في 27 يوليو 1964 في سانتا باربارا في الولايات المتحدة.

## وصلات خارجية
- هرمان هيدغدورن على موقع IMDb (الإنجليزية)